# Liste des présidents de la république de Turquie
Cet article liste les présidents de la république de Turquie (en turc Türkiye Cumhurbaşkanları) depuis sa fondation en 1923.

## Liste
| No | Portrait                                                              | Nom                                                                   | Début du mandat    | Fin du mandat     | Appartenance politique | Notes |
| --- | --------------------------------------------------------------------- | --------------------------------------------------------------------- | ------------------ | ----------------- | ---------------------- | --- |
| 1 |                                                                       | Mustafa Kemal Atatürk (1881 – 10 novembre 1938)                       | 29 octobre 1923    | 1er novembre 1927 | CHP                    | Il déplace la capitale de Constantinople (qui devient Istanbul en 1930) à Ankara et occidentalise le pays à travers plusieurs réformes. Notamment, il fait abolir le califat, remplace l’alphabet arabe par l’alphabet latin, donne le droit de vote aux femmes et inscrit la laïcité dans la Constitution. Sous sa présidence autoritaire dotée d'un parti unique, la Turquie mène une révolution sociale sans précédent, qu’on appelle généralement « révolution kémaliste ». Le 24 novembre 1934, l'Assemblée lui donne le nom d'Atatürk, le « Turc père » au sens de « Turc comme l'étaient les anciens ». Il meurt d’une cirrhose le 10 novembre 1938.                      |
| 1 | 1er novembre 1927                                                     | Mustafa Kemal Atatürk (1881 – 10 novembre 1938)                       | 4 mai 1931         |                   | CHP                    | Il déplace la capitale de Constantinople (qui devient Istanbul en 1930) à Ankara et occidentalise le pays à travers plusieurs réformes. Notamment, il fait abolir le califat, remplace l’alphabet arabe par l’alphabet latin, donne le droit de vote aux femmes et inscrit la laïcité dans la Constitution. Sous sa présidence autoritaire dotée d'un parti unique, la Turquie mène une révolution sociale sans précédent, qu’on appelle généralement « révolution kémaliste ». Le 24 novembre 1934, l'Assemblée lui donne le nom d'Atatürk, le « Turc père » au sens de « Turc comme l'étaient les anciens ». Il meurt d’une cirrhose le 10 novembre 1938.                      |
| 1 | 4 mai 1931                                                            | Mustafa Kemal Atatürk (1881 – 10 novembre 1938)                       | 1er mars 1935      |                   | CHP                    | Il déplace la capitale de Constantinople (qui devient Istanbul en 1930) à Ankara et occidentalise le pays à travers plusieurs réformes. Notamment, il fait abolir le califat, remplace l’alphabet arabe par l’alphabet latin, donne le droit de vote aux femmes et inscrit la laïcité dans la Constitution. Sous sa présidence autoritaire dotée d'un parti unique, la Turquie mène une révolution sociale sans précédent, qu’on appelle généralement « révolution kémaliste ». Le 24 novembre 1934, l'Assemblée lui donne le nom d'Atatürk, le « Turc père » au sens de « Turc comme l'étaient les anciens ». Il meurt d’une cirrhose le 10 novembre 1938.                      |
| 1 | 1er mars 1935                                                         | Mustafa Kemal Atatürk (1881 – 10 novembre 1938)                       | 10 novembre 1938 † |                   | CHP                    | Il déplace la capitale de Constantinople (qui devient Istanbul en 1930) à Ankara et occidentalise le pays à travers plusieurs réformes. Notamment, il fait abolir le califat, remplace l’alphabet arabe par l’alphabet latin, donne le droit de vote aux femmes et inscrit la laïcité dans la Constitution. Sous sa présidence autoritaire dotée d'un parti unique, la Turquie mène une révolution sociale sans précédent, qu’on appelle généralement « révolution kémaliste ». Le 24 novembre 1934, l'Assemblée lui donne le nom d'Atatürk, le « Turc père » au sens de « Turc comme l'étaient les anciens ». Il meurt d’une cirrhose le 10 novembre 1938.                      |
| Conformément à la Constitution, le président de la Grande Assemblée nationale de Turquie, Mustafa Abdülhalik Renda, assure l'intérim. |                                                                       |                                                                       |                    |                   |                        | |
| 2 |                                                                       | İsmet İnönü (24 septembre 1884 – 25 décembre 1973)                    | 11 novembre 1938   | 3 avril 1939      | CHP                    | Premier ministre de 1923 à 1924, puis de 1925 à 1937 et de 1961 à 1965. Élu à l'unanimité par la Grande Assemblée nationale, il perpétue dans un premier temps le système autoritaire de son prédécesseur et maintient son pays en dehors de la Seconde Guerre mondiale. Il déclare finalement la guerre à l'Allemagne en février 1945 sous la pression alliée et pour pouvoir participer à la fondation des Nations unies. La même année il autorise le pluralisme et remporte les premières élections libres en 1946. Il quitte le pouvoir à la suite de la défaite électorale de son camp aux législatives de 1950.                                                           |
| 2 | 3 avril 1939                                                          | İsmet İnönü (24 septembre 1884 – 25 décembre 1973)                    | 8 mars 1943        |                   | CHP                    | Premier ministre de 1923 à 1924, puis de 1925 à 1937 et de 1961 à 1965. Élu à l'unanimité par la Grande Assemblée nationale, il perpétue dans un premier temps le système autoritaire de son prédécesseur et maintient son pays en dehors de la Seconde Guerre mondiale. Il déclare finalement la guerre à l'Allemagne en février 1945 sous la pression alliée et pour pouvoir participer à la fondation des Nations unies. La même année il autorise le pluralisme et remporte les premières élections libres en 1946. Il quitte le pouvoir à la suite de la défaite électorale de son camp aux législatives de 1950.                                                           |
| 2 | 8 mars 1943                                                           | İsmet İnönü (24 septembre 1884 – 25 décembre 1973)                    | 5 août 1946        |                   | CHP                    | Premier ministre de 1923 à 1924, puis de 1925 à 1937 et de 1961 à 1965. Élu à l'unanimité par la Grande Assemblée nationale, il perpétue dans un premier temps le système autoritaire de son prédécesseur et maintient son pays en dehors de la Seconde Guerre mondiale. Il déclare finalement la guerre à l'Allemagne en février 1945 sous la pression alliée et pour pouvoir participer à la fondation des Nations unies. La même année il autorise le pluralisme et remporte les premières élections libres en 1946. Il quitte le pouvoir à la suite de la défaite électorale de son camp aux législatives de 1950.                                                           |
| 2 | 5 août 1946                                                           | İsmet İnönü (24 septembre 1884 – 25 décembre 1973)                    | 22 mai 1950        |                   | CHP                    | Premier ministre de 1923 à 1924, puis de 1925 à 1937 et de 1961 à 1965. Élu à l'unanimité par la Grande Assemblée nationale, il perpétue dans un premier temps le système autoritaire de son prédécesseur et maintient son pays en dehors de la Seconde Guerre mondiale. Il déclare finalement la guerre à l'Allemagne en février 1945 sous la pression alliée et pour pouvoir participer à la fondation des Nations unies. La même année il autorise le pluralisme et remporte les premières élections libres en 1946. Il quitte le pouvoir à la suite de la défaite électorale de son camp aux législatives de 1950.                                                           |
| 3 |                                                                       | Celâl Bayar (15 mai 1883 - 22 août 1986)                              | 22 mai 1950        | 14 mai 1954       | DP                     | Premier ministre de 1937 à 1939. Vainqueur des élections législatives, il devient président de la République dans la foulée, poste auquel il est réélu en 1954 et en 1957. Face à l'échec de sa politique libérale, le Premier ministre Adnan Menderes renoue avec l'autoritarisme et encourage le retour de l'islam dans la vie publique. Ils sont renversés par le coup d'État du général kémaliste Cemal Gürsel puis condamnés à mort en 1961. En raison de son âge, sa peine est commuée en prison à vie. Il est libéré dès 1964 pour raisons de santé. |
| 3 | 14 mai 1954                                                           | Celâl Bayar (15 mai 1883 - 22 août 1986)                              | 1er novembre 1957  |                   | DP                     | Premier ministre de 1937 à 1939. Vainqueur des élections législatives, il devient président de la République dans la foulée, poste auquel il est réélu en 1954 et en 1957. Face à l'échec de sa politique libérale, le Premier ministre Adnan Menderes renoue avec l'autoritarisme et encourage le retour de l'islam dans la vie publique. Ils sont renversés par le coup d'État du général kémaliste Cemal Gürsel puis condamnés à mort en 1961. En raison de son âge, sa peine est commuée en prison à vie. Il est libéré dès 1964 pour raisons de santé. |
| 3 | 1er novembre 1957                                                     | Celâl Bayar (15 mai 1883 - 22 août 1986)                              | 27 mai 1960        |                   | DP                     | Premier ministre de 1937 à 1939. Vainqueur des élections législatives, il devient président de la République dans la foulée, poste auquel il est réélu en 1954 et en 1957. Face à l'échec de sa politique libérale, le Premier ministre Adnan Menderes renoue avec l'autoritarisme et encourage le retour de l'islam dans la vie publique. Ils sont renversés par le coup d'État du général kémaliste Cemal Gürsel puis condamnés à mort en 1961. En raison de son âge, sa peine est commuée en prison à vie. Il est libéré dès 1964 pour raisons de santé. |
| Gouvernement provisoire (Chef du gouvernement : Général Cemal Gürsel)                                                                 | Gouvernement provisoire (Chef du gouvernement : Général Cemal Gürsel) | Gouvernement provisoire (Chef du gouvernement : Général Cemal Gürsel) | 27 mai 1960        | 10 octobre 1961   | Armée                  | |
| 4 |                                                                       | Cemal Gürsel (13 octobre 1895 – 14 septembre 1966)                    | 10 octobre 1961    | 28 mars 1966      | Indépendant            | Instigateur du coup d'État du 27 mai 1960, il rappelle İsmet İnönü comme Premier ministre. Deux tentatives de coup d'État du colonel Talat Aydemir, en 1962 et 1963, sont arrêtées. Il ne quitte le pouvoir que quelques mois avant sa mort, en 1966. |
| 5 |                                                                       | Cevdet Sunay (10 février 1899 - 22 mai 1982)                          | 28 mars 1966       | 28 mars 1973      | Indépendant            | Vétéran de la Première Guerre mondiale puis de la guerre d'indépendance turque sous le commandement d'Atatürk, il est élu par la Grande Assemblée nationale. En 1971, un coup d'État militaire a lieu pour destituer le Premier ministre, Süleyman Demirel. Après son mandat il devient sénateur à vie. |
| Conformément à la Constitution, le président de l'Assemblée de la Nation Tekin Arıburun assure l'intérim.                             |                                                                       |                                                                       |                    |                   |                        | |
| 6 |                                                                       | Fahri Korutürk (13 août 1903 - 12 octobre 1987)                       | 6 avril 1973       | 6 avril 1980      | Indépendant            | Élu par la Grande Assemblée nationale, il se retire de la vie politique à l'issue de son mandat. |
| Conformément à la Constitution, le président de l'Assemblée de la Nation İhsan Sabri Çağlayangil assure l'intérim.                    |                                                                       |                                                                       |                    |                   |                        | |
| Conseil de sécurité nationale (Président : Général Kenan Evren)                                                                       | Conseil de sécurité nationale (Président : Général Kenan Evren)       | Conseil de sécurité nationale (Président : Général Kenan Evren)       | 12 septembre 1980  | 9 novembre 1982   | Armée                  | |
| 7 |                                                                       | Kenan Evren (17 juillet 1917 - 9 mai 2015)                            | 9 novembre 1982    | 9 novembre 1989   | Indépendant            | Instigateur du coup d'État du 12 septembre 1980, il mène une politique répressive et fait arrêter des centaines de milliers de personnes dont des dizaines sont exécutées ou tuées sous la torture. Malgré cela il mène une retraite paisible après avoir quitté le pouvoir, jusqu'à sa condamnation à la prison à vie en 2014. |
| 8 |                                                                       | Turgut Özal (13 octobre 1927 - 17 avril 1993)                         | 9 novembre 1989    | 17 avril 1993 †   | ANAP                   | Premier ministre de 1983 à 1989. Il meurt d'un empoisonnement le 17 avril 1993, dans l'exercice de ses fonctions. |
| Conformément à la Constitution, le président de la Grande Assemblée nationale de Turquie Hüsamettin Cindoruk assure l'intérim.        |                                                                       |                                                                       |                    |                   |                        | |
| 9 |                                                                       | Süleyman Demirel (1er novembre 1924 - 17 juin 2015)                   | 16 mai 1993        | 16 mai 2000       | DYP                    | Premier ministre de 1965 à 1971, puis de 1975 à 1977, de 1977 à 1978, de 1979 à 1980 et de 1991 à 1993. Après son mandat, il se retire de la vie politique. |
| 10 |                                                                       | Ahmet Necdet Sezer (né le 13 septembre 1941)                          | 16 mai 2000        | 28 août 2007      | Indépendant            | Juriste et président de la Cour constitutionnelle de 1998 à 2000. Candidat de compromis, il n'est élu qu'au 3e tour de scrutin. Il commence par critiquer le gouvernement de Bülent Ecevit puis, après la victoire de l'AKP aux législatives de 2002, il s'oppose à la décision de l'Assemblée de mettre fin à l'inéligibilité de Recep Tayyip Erdoğan. Pro-européen et laïc, il continue à s'opposer à Erdoğan jusqu'à la fin de son mandat. Les remous que provoquent l'élection de l'islamiste Abdullah Gül pour lui succéder pousse l'Assemblée à prolonger son mandat de quelques mois.                                                                                     |
| 11 |                                                                       | Abdullah Gül (né le 29 octobre 1950)                                  | 28 août 2007       | 28 août 2014      | AKP                    | Cofondateur de l'AKP en 2001, Premier ministre de 2002 à 2003 puis vice-Premier ministre et ministre des Affaires étrangères de 2003 à 2007. |
| 12 |                                                                       | Recep Tayyip Erdoğan (né le 26 février 1954)                          | 28 août 2014       | 9 juillet 2018    | AKP                    | Maire d'Istanbul de 1994 à 1998, cofondateur de l'AKP en 2001 et Premier ministre de 2003 à 2014. Le 10 août 2014 il devient le premier président turc élu au suffrage universel. Il échappe à une tentative de coup d'État en juillet 2016, à la suite de laquelle il entame une vaste purge dans les milieux intellectuels et dans l'armée. Le 16 avril 2017, le « oui » gagne dans un référendum sur l'élargissement des pouvoirs présidentiels. Réélu le 24 juin 2018. Il engage l'armée turque dans la guerre civile syrienne contre les forces kurdes et mène une politique internationale d'équilibre entre les États-Unis et la Russie. Il est de nouveau réélu en 2023. |
| 12 | 9 juillet 2018                                                        | Recep Tayyip Erdoğan (né le 26 février 1954)                          | 3 juin 2023        |                   | AKP                    | Maire d'Istanbul de 1994 à 1998, cofondateur de l'AKP en 2001 et Premier ministre de 2003 à 2014. Le 10 août 2014 il devient le premier président turc élu au suffrage universel. Il échappe à une tentative de coup d'État en juillet 2016, à la suite de laquelle il entame une vaste purge dans les milieux intellectuels et dans l'armée. Le 16 avril 2017, le « oui » gagne dans un référendum sur l'élargissement des pouvoirs présidentiels. Réélu le 24 juin 2018. Il engage l'armée turque dans la guerre civile syrienne contre les forces kurdes et mène une politique internationale d'équilibre entre les États-Unis et la Russie. Il est de nouveau réélu en 2023. |
| 12 | 3 juin 2023                                                           | Recep Tayyip Erdoğan (né le 26 février 1954)                          | en fonction        |                   | AKP                    | Maire d'Istanbul de 1994 à 1998, cofondateur de l'AKP en 2001 et Premier ministre de 2003 à 2014. Le 10 août 2014 il devient le premier président turc élu au suffrage universel. Il échappe à une tentative de coup d'État en juillet 2016, à la suite de laquelle il entame une vaste purge dans les milieux intellectuels et dans l'armée. Le 16 avril 2017, le « oui » gagne dans un référendum sur l'élargissement des pouvoirs présidentiels. Réélu le 24 juin 2018. Il engage l'armée turque dans la guerre civile syrienne contre les forces kurdes et mène une politique internationale d'équilibre entre les États-Unis et la Russie. Il est de nouveau réélu en 2023. |

## Longévité

### Classement par durée de mandat
| Rang | Nom                   | En jours    | En années                  | N° | Dates     | Commentaire                               |
| ---- | --------------------- | ----------- | -------------------------- | -- | --------- | ----------------------------------------- |
| 1    | Mustafa Kemal Atatürk | 5 491 jours | 15 ans et 12 jours         | 1  | 1923-1938 | Meurt en fonction (causes naturelles).    |
| 2    | İsmet İnönü           | 4 210 jours | 11 ans, 6 mois et 11 jours | 2  | 1938-1950 | —                                         |
| 3    | Recep Tayyip Erdoğan  | 3 936 jours | 10 ans, 9 mois et 10 jours | 12 | 2014-...  | Mandat en cours.                          |
| 4    | Celâl Bayar           | 3 658 jours | 10 ans et 5 jours          | 3  | 1950-1960 | Renversé par un coup d'État.              |
| 5    | Ahmet Necdet Sezer    | 2 629 jours | 7 ans, 3 mois et 12 jours  | 10 | 2000-2007 | —                                         |
| 6    | Cevdet Sunay          | 2 557 jours | 7 ans                      | 5  | 1966-1973 | —                                         |
| 6    | Fahri Korutürk        | 2 557 jours | 7 ans                      | 6  | 1973-1980 | —                                         |
| 6    | Kenan Evren           | 2 557 jours | 7 ans                      | 7  | 1982-1989 | —                                         |
| 6    | Süleyman Demirel      | 2 557 jours | 7 ans                      | 9  | 1993-2000 | —                                         |
| 6    | Abdullah Gül          | 2 557 jours | 7 ans                      | 11 | 2007-2014 | —                                         |
| 11   | Cemal Gürsel          | 2 131 jours | 5 ans, 10 mois et 1 jour   | 4  | 1960-1966 | —                                         |
| 12   | Turgut Özal           | 1 255 jours | 3 ans, 5 mois et 8 jours   | 8  | 1989-1993 | Meurt en fonction (peut-être assassinat). |